# Glinska Poljana
Glinska Poljana är en ort i Kroatien.   Den ligger i länet Moslavina, i den centrala delen av landet, 50 km söder om huvudstaden Zagreb. Glinska Poljana ligger 118 meter över havet och antalet invånare är 115.
Terrängen runt Glinska Poljana är huvudsakligen platt, men österut är den kuperad.  Trakten runt Glinska Poljana är nära nog obefolkad, med mindre än två invånare per kvadratkilometer. Närmaste större samhälle är Sisak, 18,6 km öster om Glinska Poljana. Omgivningarna runt Glinska Poljana är en mosaik av jordbruksmark och naturlig växtlighet.